# Моріц цу Еттінген-Валлерштайн
Принц Моріц цу Еттінген-Валлерштайн (нім. Moritz Prinz zu Oettingen-Wallerstein; 18 лютого 1922, Мюнхен, Німецька імперія — 3 травня 1944, Румунське королівство) — німецький офіцер, оберлейтенант вермахту. Кавалер Німецького хреста в золоті.

## Біографія
Представник швабської лінії давнього князівського роду Еттінгенів. З 10 жовтня 1942 року — командир 5-ї роти 21-го танково-гренадерського полку 24-ї танкової дивізії. 23 листопада 1942 року поранений. Учасник Сталінградської битви, після якої командував різноманітними ескадронами свого полку. 17 січня 1944 року знову поранений, 28 лютого повернувся в свій полк. 29 квітня 1944 року знову поранений. 3 травня загинув у бою.

## Нагороди
- Залізний хрест 2-го і 1-го класу
- Нагрудний знак «За участь у загальних штурмових атаках» 1-го ступеня
- Нагрудний знак «За поранення» в сріблі
- Німецький хрест в золоті (16 червня 1944, посмертно) — як командир ескадрону 1-ї роти 21-го танково-гренадерського полку 24-ї танкової дивізії.